# Championnat du Vietnam de football 2005
Navigation
Saison précédente Saison suivante
La saison 2005 du Championnat du Viêt Nam de football est la vingt-deuxième édition du championnat de première division au Viêt Nam. Les douze meilleurs clubs du pays sont regroupés au sein d'une poule unique où ils s'affrontent deux fois, à domicile et à l'extérieur. En fin de saison, afin de permettre le passage du championnat de 12 à 14 équipes, le dernier du classement est relégué et remplacé par les trois meilleurs clubs de deuxième division tandis que le 11e affronte le 4e de D2 en barrage de promotion-relégation.
C'est le club de Gach Dong Tam Long An, qui remporte la compétition après avoir terminé en tête du classement final, avec quatre points d'avance sur un duo composé de Da Nang Club et du Binh Duong FC. C'est le tout premier titre de champion du Viêt Nam de l'histoire du club, qui réussit même le doublé en écrasant (5-0) Thép Việt Úc Hải Phòng en finale de la Coupe du Viêt Nam.

## Les clubs participants
| - ACB Hanoi - Gach Dong Tam Long An - Thép Việt Úc Hải Phòng - Đà Nẵng Club - Dong Thap FC - Nam Dinh FC | - Sông Lam Nghệ An - Binh Duong FC - Hòa Phát Hà Nội - Promu de D2 - Binh Dinh FC - Cang Sai Gon - Promu de D2 - Hoàng Anh Gia Lai |

## Compétition
Le barème utilisé pour établir les différents classement est le suivant :
- Victoire : 3 points
- Match nul : 1 point
- Défaite : 0 point

### Classement
| Rang | Équipe                 | Pts | J  | G  | N  | P  | Bp | Bc | Diff |
| ---- | ---------------------- | --- | -- | -- | -- | -- | -- | -- | ---- |
| 1    | Gach Dong Tam Long AnC | 42  | 22 | 12 | 6  | 4  | 43 | 25 | +18  |
| 2    | Da Nang Club           | 38  | 22 | 10 | 8  | 4  | 33 | 19 | +14  |
| 3    | Binh Duong FC          | 38  | 22 | 11 | 5  | 6  | 40 | 32 | +8   |
| 4    | Hoàng Anh Gia LaiT     | 32  | 22 | 9  | 5  | 8  | 30 | 24 | +6   |
| 5    | Song Lam Nghe An       | 31  | 22 | 18 | 7  | 7  | 33 | 28 | +5   |
| 6    | Nam Dinh FC            | 28  | 22 | 7  | 7  | 8  | 27 | 31 | -4   |
| 7    | Thép Việt Úc Hải Phòng | 27  | 22 | 6  | 9  | 7  | 31 | 34 | -3   |
| 8    | Cang Sai GonP          | 27  | 22 | 6  | 9  | 7  | 25 | 29 | -4   |
| 9    | Hòa Phát Hà NộiP       | 25  | 22 | 6  | 7  | 9  | 24 | 29 | -5   |
| 10   | Binh Dinh FC           | 25  | 22 | 5  | 10 | 7  | 17 | 21 | -4   |
| 11   | ACB Hanoi              | 24  | 22 | 5  | 9  | 8  | 18 | 27 | -9   |
| 12   | Dong Thap FC           | 15  | 22 | 3  | 6  | 13 | 18 | 40 | -22  |

|  | Qualification pour la Ligue des champions de l'AFC 2006                   |
|  | Participation au barrage de promotion-relégation                          |
|  | Relégation en deuxième division                                           |
|  | T : Tenant du titre C : Vainqueur de la Coupe du Viêt Nam P : Promu de D2 |

### Matchs

#### Barrage de promotion-relégation
| Équipe 1  | Résultat | Équipe 2        |
| --------- | -------- | --------------- |
| ACB Hanoi | 2 - 1    | (D2) Can Tho FC |

## Bilan de la saison
| Championnat du Viêt Nam de football 2005                             |                                   |
| Champion                                                             | Gach Dong Tam Long An (1er titre) |
| Coupes et trophées                                                   |                                   |
| Vainqueur de la Coupe du Viêt Nam 2005                               | Gach Dong Tam Long An             |
| Qualifications continentales                                         |                                   |
| Ligue des champions de l'AFC 2006                                    | Gach Dong Tam Long An             |
| Ligue des champions de l'AFC 2006                                    | Da Nang Club                      |
| Promotions et relégations                                            |                                   |
| Promus en V-League                                                   | Khatoco Khánh Hoà FC              |
| Promus en V-League                                                   | Ngân Hàng Dông Thep Pomina        |
| Promus en V-League                                                   | Tien Giang                        |
| Relégués en Championnat du Viêt Nam de football de deuxième division | Dong Thap FC                      |